# Komplaat

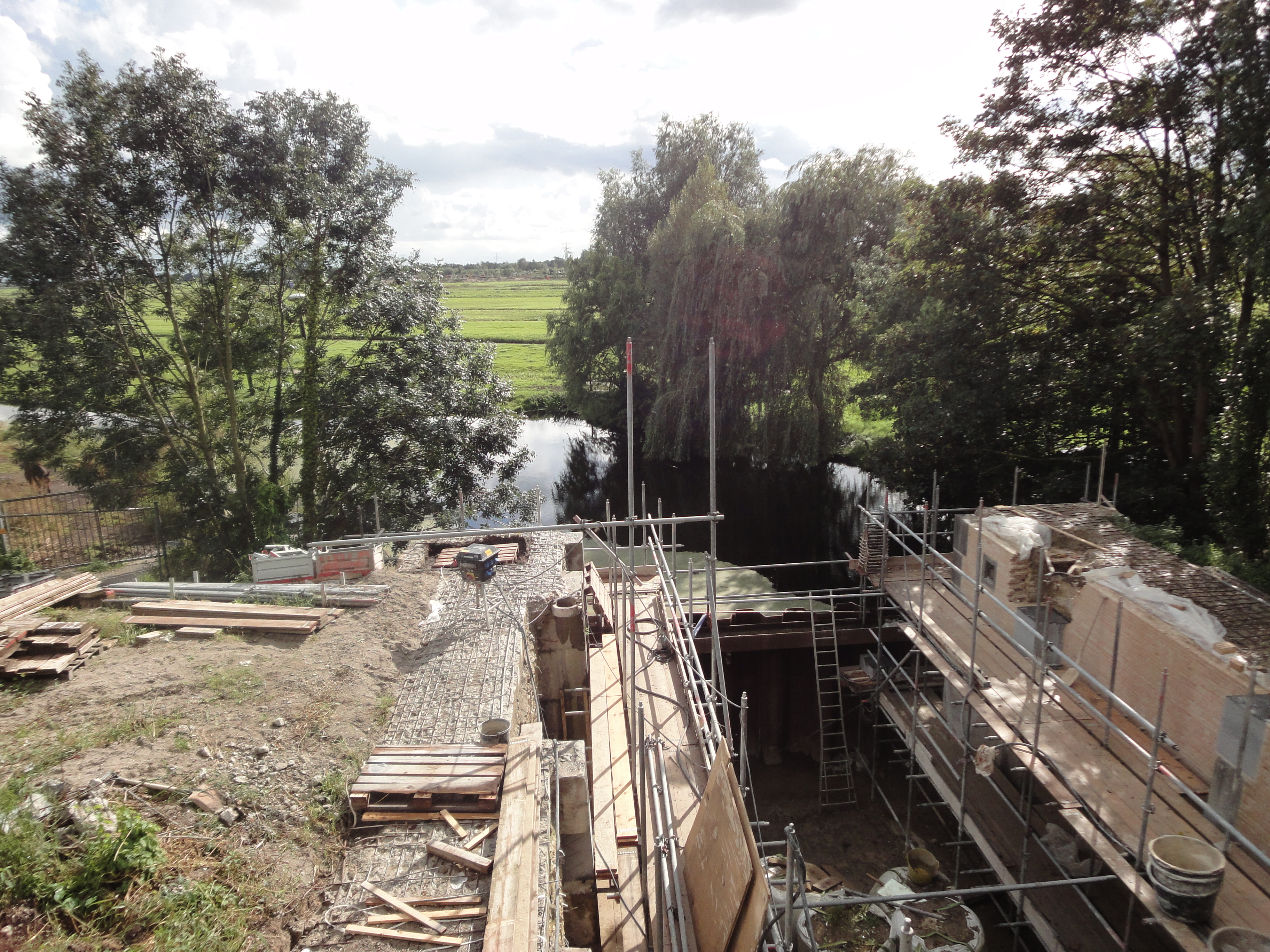
Reconstructie van de Stolwijker Schutsluis

De komplaat is een onderdeel van de constructie van de puntdeuren van een sluis. In deze plaat op de sluisvloer is de kom van het taatslager opgenomen, waar de taats van de deur in draait. 
Een deur van een sluis met puntdeuren heeft aan de landzijde twee draaipunten, een boven- en een onderdraaipunt. Het bovendraaipunt wordt gevormd door een halspen aan de deur, die draait in een halsbeugel aan de sluismuur. Het onderdraaipunt van een puntdeur wordt bij oude constructies gevormd door een taats, die in de keuspot op de sluisvloer draait. In nieuwe contructies met houten deuren wordt gewerkt met een taats en een taatsschoen, waarin die pot dan is verwerkt. De taats is dan een onderdeel van de komplaat en zit dus niet aan de deur maar staat op de sluisvloer. Bij deze houten deuren wordt de schoen aan het hout van de deur gemonteerd. De draaipunten worden voorzien van een bronzen taatshoed aan de onderzijde en een bronzen ring om de hals aan de bovenzijde. Zowel de keuspotten als de taatshoeden en de halsringen worden gegoten.

## Naslagwerk
- G.J. Arends, Sluizen en Stuwen, 1994, Delfste Universitaire Pers, ISBN 90-6275-700-6